# Juris Doctor
Aux États-Unis et dans les provinces anglophones du Canada, le diplôme de Juris Doctor (en abrégé : J.D.) est un diplôme universitaire en common law qui permet l'accès aux diverses professions relevant de la pratique du droit : juriste, avocat, procureur, etc., sous réserve de la réussite aux examens d'admission d'un barreau. Il est préparé en quatre ans après un diplôme de premier cycle (baccalauréat universitaire) de quatre ans. Il est également possible d'y accéder après avoir obtenu un diplôme de maîtrise ou un autre diplôme de doctorat ; et un examen de sélection, le Law School Admission Test (en), dans une faculté de droit d'une université.
Malgré le titre du diplôme, ce n'est pas un doctorat (de recherche) en droit, car un doctorat de recherche en droit porte les initiales JSD (Doctor of Juridical Science) ou LLD (Legum Doctor), mais il est considéré, du fait de sa qualité académique, comme un doctorat professionnel (professional doctorate).

## États-Unis
Le Juris Doctor est le diplôme conféré par les facultés de droit des universités américaines. Il est nécessaire dans tous les États sauf la Californie (qui comprend une option appelée law office study/ étude pour exercer dans un cabinet d'avocats) pour obtenir le droit de s’inscrire à un barreau. L'inscription à un barreau permet d'exercer un métier de juriste (avocat, procureur, substitut du procureur, conseiller juridique...) aussi bien dans un État particulier qu'au sein d'une des juridictions fédérales des États-Unis,. 
Dans les années 1950, la plupart des États exigeait un diplôme pour exercer les métiers de juristes. Le diplôme donné par les collèges (premier cycle universitaire) et universités portait le titre de  Master of Laws ou (LLM /  Legum Magister). Dans les années 1960, les diverses facultés de droit ont augmenté les exigences du diplôme et ont remplacé le Master of Laws par le Juris Doctor  comme premier diplôme pour exercer un métier de juriste.
Bien que le curriculum du diplôme ressemble à un curriculum de premier cycle universitaire, en pratique il correspond à un diplôme de second cycle universitaire, car pour être admissible à un J.D., il faut au préalable avoir au moins complété un diplôme universitaire de premier cycle, comme un baccalauréat universitaire (Bachelor of Arts) par exemple,,,.

## Canada

### Québec
Au Québec, contrairement au reste de l'Amérique du Nord, le Juris Doctor est un diplôme de common law d'une durée d'environ un an et demi qui est offert en complément à la formation principale qu'est le baccalauréat universitaire en droit,.

### Ontario
L'université de Toronto est devenue la première à renommer son diplôme en droit de LL.B. à JD en 2001.